# Urzędy grodzkie
Urzędy grodzkie – jedna z grup urzędów w Rzeczypospolitej Obojga Narodów obok grup urzędów senatorskich, centralnych niesenatorskich, nadwornych i ziemskich. Związane z funkcjonowaniem sądu grodzkiego, urzędu grodzkiego i kancelarii grodzkiej. Co do właściwych urzędników kancelaryjnych grodzkich ich liczba i rodzaj były różne w poszczególnych grodach.
- wicewojewoda (podwojewodzi) – działał w sądzie grodzkim w Prusach Królewskich w zastępstwie wojewody, rozstrzygał tylko sprawy cywilne oraz przyjmował wpisy transakcji wieczystych[1]
- starosta grodowy (capitaneus castrensis) – zwierzchnik sądu grodzkiego, urzędu grodzkiego i kancelarii grodzkiej[2], w Prusach i na Litwie obowiązki ich pełnili wojewodowie i ich zastępcy podwojewodziowie (vicepalatini)
- podstarości (vicecapitaneus) – zastępca i namiestnik starosty, w Wielkopolsce starostę zastępował burgrabia ziemski (surogator)
- burgrabia (burgrabius capitanei) – zastępca starosty
- urzędnicy wyżsi kancelarii  grodzkiej
  - rejent grodzki[3] – zarządzający kancelarią grodzką i mający pod opieką akta wieczyste
  - notariusz grodzki (notarius castrensis)[4][5] – wyższy urzędnik kancelarii grodzkiej,
  - vicenotariusz grodzki
  - pisarz grodzki (scriba)
  - podpisek grodzki
  - regent kancelarii grodzkiej
  - susceptant – pomocnik regenta kancelarii grodzkiej
- urzędnicy niżsi kancelarii grodzkiej (palestranci)
  - inducent – przepisywał akta z protokołów do indukty
  - ekstradent – wydawał odpisy z aktów stronom zainteresowanym
  - lektant – porównywał treść dwóch jednakowo brzmiących lub przynajmniej jednakową treść mających aktów
  - klawier – sprawował nadzór nad archiwum